# 托马斯·阿德斯
托马斯·阿德斯，CBE（1971年3月1日—），又译阿代、埃兹，英国作曲家、钢琴家、指挥家。生于伦敦一个知识分子家庭，曾就读于伦敦市政厅音乐及戏剧学院、剑桥大学国王学院等学校，师从亚历山大·戈尔和罗宾·霍洛韦等英国著名作曲家。后曾在皇家音乐学院任教。1995年他的歌剧《涂脂抹粉》（Powder Her Face，又译《女爵性史》）上演，该剧情节源自英国历史上的一次丑闻，因涉及“有伤风化”的内容而饱受争议。此后阿德斯在乐坛声名鹊起，在西蒙·拉特尔等音乐家的力挺下，有了较高的国际知名度，同时也被认可为21世纪初最重要的古典音乐作曲家之一，获得过格文美尔奖、西门子奖、格莱美奖等奖项。
他的作品还有歌剧《暴风雨》《泯灭天使》、管弦乐《避难所》《北极星》、小提琴协奏曲“同心路径”、合唱曲《美国，一个预言》等。